# Глициния
Глици́ния (от греч. γλυκός — сладкий), или висте́рия (лат. Wistéria) — род высоких древовидных вьющихся субтропических растений из семейства Бобовые с крупными кистями душистых лиловых цветков. Широко используется в ландшафтном дизайне.

## Этимология
Название Вистерия дано английским  ботаником, работавшим в США, Томасом Наттоллом в 1818г. по фамилии американского учёного немецкого происхождения, профессора анатомии Пенсильванского университета Каспара Вистара-младшего (1761—1818). Некоторое время название произносилось и писалось как Вистария, однако Международным кодексом ботанической номенклатуры оно установлено в нынешнем написании.

## Характеристика
Глицинии в целом представляют собой ряд крупных деревянистых листопадных лиан. Чаще всего глицинией называют вид Глициния китайская (Wisteria sinensis (Sims) DC.). Часто общее родовое название применяют также к Глицинии обильноцветущей (Wisteria floribunda), произрастающей в Японии, и некоторым другим видам. Многолетнее хорошо развитое растение имеет высоту до 15—18 м, с поникающими ветвями-лианами, непарноперистыми листьями длиной до 30 см, с 7—13 листочками. Цветёт весной в конце марта — образуются фиолетовые душистые цветки, собранные в нависшие кисти.

## Распространение
Глицинии встречаются в лесах провинций Хубэй и Сычуань в Китае. Широко используются в декоративном садоводстве по всему миру, но предпочитают влажные субтропики. В садоводческой культуре созданы формы глициний с белыми, светло- и тёмно-фиолетовыми цветками. В СНГ глицинию культивируют на Юге России, Крыму и Северном Причерноморье. На юге США акклиматизированные глицинии одичали. Также глицинию выращивают как комнатное растение в форме бонсай.

## Размножение
Глициния размножается черенками, зелёными побегами, корневой прививкой, воздушными отводками и семенами. При семенном размножении сортовые признаки, как правило, не передаются.

## Выращивание
Популярная в садах лиана. Большинство сортов морозостойки до −20°С, некоторые выдерживают до −35°С. Быстро наращивает зелёную массу, требует подрезки дважды в год. Часто ломает собственную опору.
Обильная подкормка с избытком азота может привести к задержке цветения. Обычно на созревание растения требуется несколько лет. Взросление и, соответственно, цветение могут стимулировать небольшие повреждения ствола, обрезка, подрезка корней, стресс от засухи.

## Виды
По информации базы данных The Plant List, род включает 9 видов:
- Wisteria brachybotrys Siebold & Zucc. — Глициния короткокистистая
- Wisteria brevidentata Rehder — Глициния короткозубчатая
- Wisteria floribunda (Willd.) DC. — Глициния обильноцветущая
- Wisteria × formosa Rehder
- Wisteria frutescens (L.) Poir. — Глициния кустарниковая
- Wisteria sinensis (Sims) Sweet — Глициния китайская
- Wisteria ventusa Rehder & Wils. — Глициния прекрасная
- Wisteria venusta Rehder & E.H. Wilson
- Wisteria villosa Rehder — Глициния пушистая